# Gręboszów (województwo małopolskie)
Gręboszów – wieś w Polsce położona w województwie małopolskim, w powiecie dąbrowskim, w gminie Gręboszów. Miejscowość jest siedzibą gminy Gręboszów.
W latach 1954–1972 wieś należała i była siedzibą władz gromady Gręboszów. W latach 1975–1998 miejscowość administracyjnie należała do województwa tarnowskiego. Integralne części miejscowości: Miłocin, Przedmieście.

## Historia
Na przełomie XVI i XVII wieku w wyniku zabiegów Hieronima Bużeńskiego ponad 80% mieszkańców w rejonie Żabna, Gręboszowa, Otfinowa i Wietrzychowic przeszło na kalwinizm.

## Zabytki
Obiekty wpisane do rejestru zabytków nieruchomych województwa małopolskiego.
- Kościół parafialny pw. Wniebowzięcia NMP z 1650 r.,
- cmentarz rzym.-kat. z około 1850 roku.

## Osoby związane z Gręboszowem
- Jakub Bojko
- Henryk Sucharski
- Józef Bonawentura Załuski

## W kulturze
Głośny romans księdza i parafianki z Gręboszowa, przyczynił się do napisania przez Stanisława Wyspiańskiego tragedii Klątwa.